# Каппелен (Франция)
Каппелен (фр. Kappelen) — коммуна на северо-востоке Франции в регионе Гранд-Эст (бывший Эльзас — Шампань — Арденны — Лотарингия), департамент Верхний Рейн, округ Мюлуз, кантон Брёнстат. До марта 2015 года коммуна административно входила в состав упразднённого кантона Сирентс (округ Мюлуз).
Площадь коммуны — 5,15 км², население — 512 человек (2006) с тенденцией к росту: 552 человека (2012), плотность населения — 107,2 чел/км².

## Население
Численность населения коммуны в 2011 году составляла 536 человек, а в 2012 году — 552 человека.
| 1962 | 1968 | 1975 | 1982 | 1990 | 1999 | 2005 | 2006 | 2010 | 2011 | 2012 |
| ---- | ---- | ---- | ---- | ---- | ---- | ---- | ---- | ---- | ---- | ---- |
| 291  | 290  | 324  | 369  | 412  | 499  | 517  | 512  | 522  | 536  | 552  |

Динамика населения:

## Экономика
В 2010 году из 363 человек трудоспособного возраста (от 15 до 64 лет) 286 были экономически активными, 77 — неактивными (показатель активности 78,8 %, в 1999 году — 69,5 %). Из 286 активных трудоспособных жителей работали 274 человека (149 мужчин и 125 женщин), 12 числились безработными (8 мужчин и 4 женщины). Среди 77 трудоспособных неактивных граждан 28 были учениками либо студентами, 26 — пенсионерами, а ещё 23 — были неактивны в силу других причин.
На протяжении 2011 года в коммуне числилось 218 облагаемых налогом домохозяйств, в которых проживало 527 человек. При этом медиана доходов составила 31083 евро на одного налогоплательщика.

## Достопримечательности (фотогалерея)

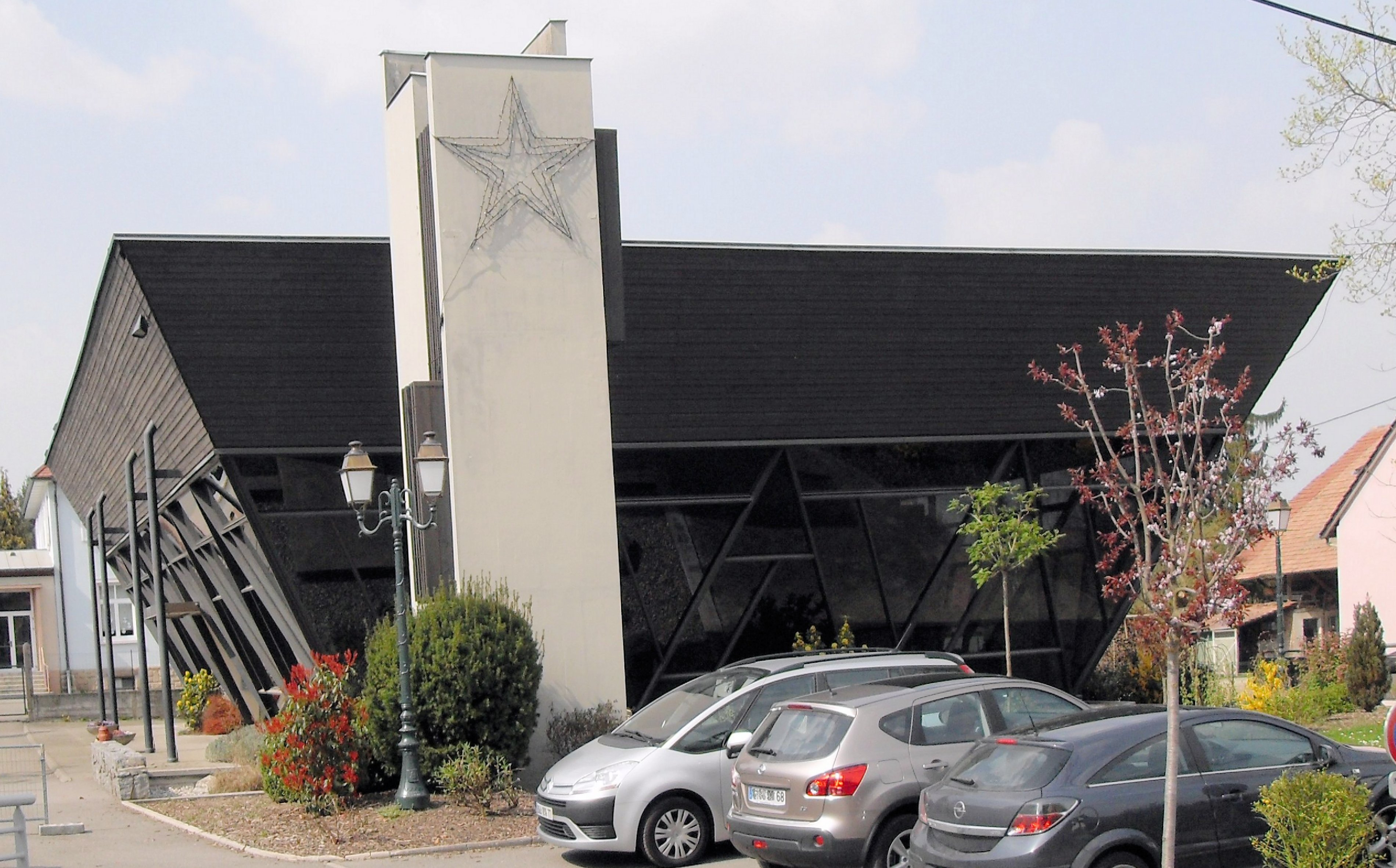
Церковь Сен-Мишель
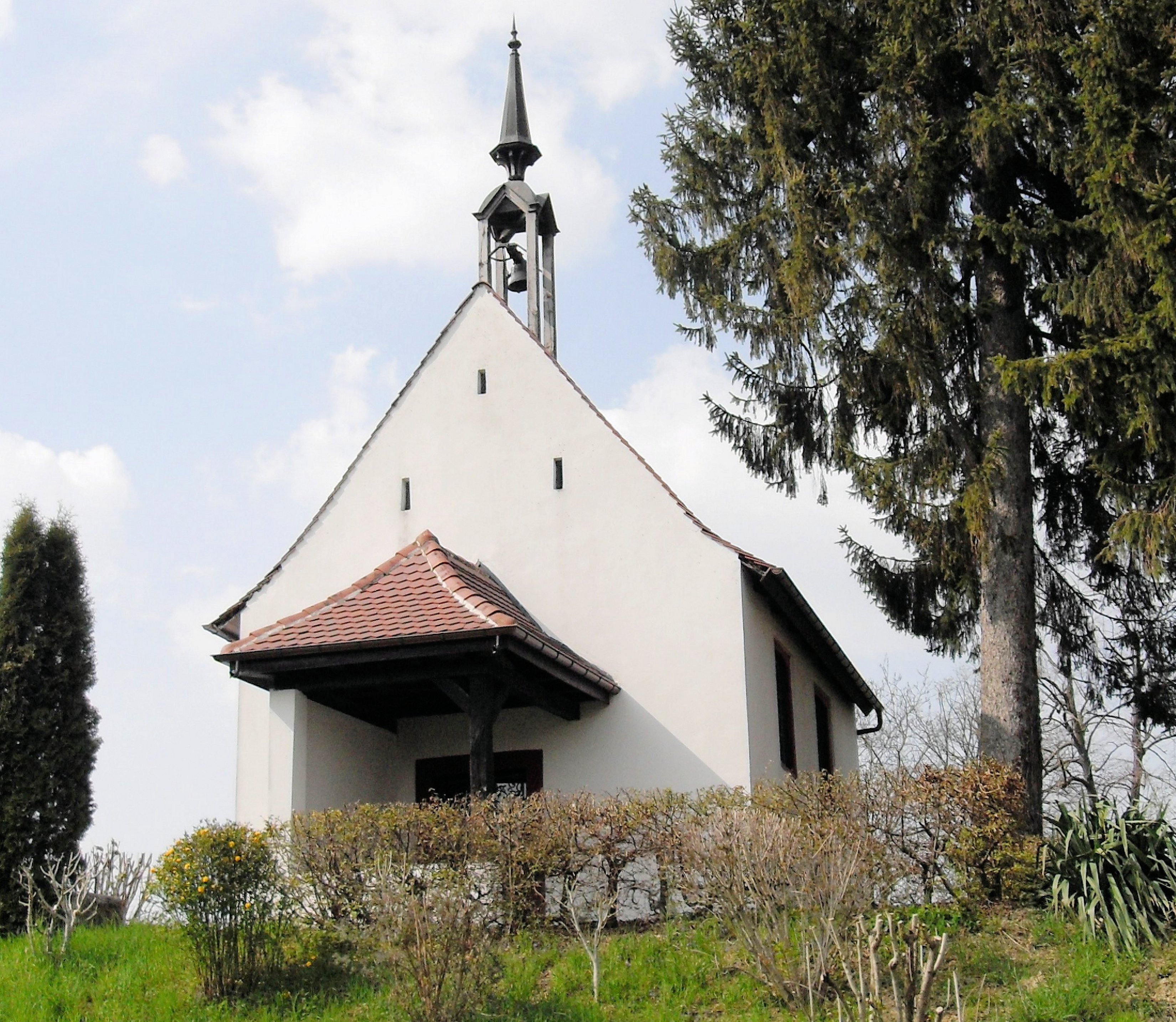
Часовня Сен-Вольфганг